# 穆罕默德·阿吉马·卡萨布
穆罕默德·阿吉马·阿米尔·卡萨布（1987年7月13日—2012年11月21日）是2008年孟買連環恐怖襲擊十名殺手之一，是唯一的污點證人，事件中他詐死給印度軍警生擒。由卡萨布的供詞和隨身行李，令此次恐怖活動的全盤計劃曝光。
卡萨布是巴基斯坦旁遮普省人，在此次恐怖活動前，乘船偷渡入境，獲裡應外合組織分得GPS、衛星電話、8枚手榴彈、1把AK-47自動步槍、自動上彈器、乾粮和300發子彈等。
由印度司法審判後判決死刑確定，2012年11月21日，執行繯首死刑，此事象徵整個殺手集團全被整垮。